# Widodo Cahyono Putro
Widodo Cahyono Putro, född 8 november 1970 i Cilacap, är en indonesisk fotbollstränare och före detta spelare. Under sin aktiva karriär gjorde han 55 landskamper och 14 mål för Indonesiens landslag. Han deltog även i Asiatiska mästerskapet 1996. Där gjorde han Indonesiens första mål någonsin i turneringen i öppningsmatchen mot Kuwait.

## Meriter
Persija Jakarta
- Indonesiska ligan: 2001

Petrokimia Putra
- Indonesiska ligan: 2002